# Gustave Henri Marchetti
Pour les articles homonymes, voir Marchetti.
Gustave Henri Marchetti, ou Gustave Marchetti, né le 6 janvier 1873 à Paris où il est mort le 1er septembre 1938, est un peintre, sculpteur et graveur français.

## Biographie
Gustave Henri Fabius Scipion Marchetti est le fils de Scipion Édouard Félix Marchetti, dessinateur, et d'Anne Boital.
Élève de William Bouguereau, Gabriel Ferrier, Joseph Blanc et Jacques Perrin à l'École des Beaux-Arts de Paris, il expose au Salon à partir de 1892.
En 1897, il remporte le prix de Caylus et concourt la même année pour le prix de Rome en proposant sa version de Vulcain enchaîne Prométhée sur les cimes du Caucase.
Artiste peintre, il obtient une mention honorable en 1900 et devient membre de la Société des artistes français en 1901. Graveur aquafortiste, c'est en 1905 qu'il obtient la mention honorable.
En 1915, il épouse Marie Eugénie Chéry.
Lors de la première Guerre mondiale, il intègre le 9e régiment du génie. En août 1916, il passe dans l'aviation, il est affecté à la photographie aérienne.
Après avoir vécu et travaillé à Suresnes, il emménage dans la capitale, rue Tholozé.
Il obtient une médaille d'argent en 1931, une médaille d'or et le prix Gabriel Ferrier en 1937.
Il meurt à Paris à l'âge de 65 ans.
Ses deux dernières toiles le Sculpteur et Idylle champêtre sont présentées à titre posthume au Salon de 1939.

Œuvres de Gustave Henri Marchetti
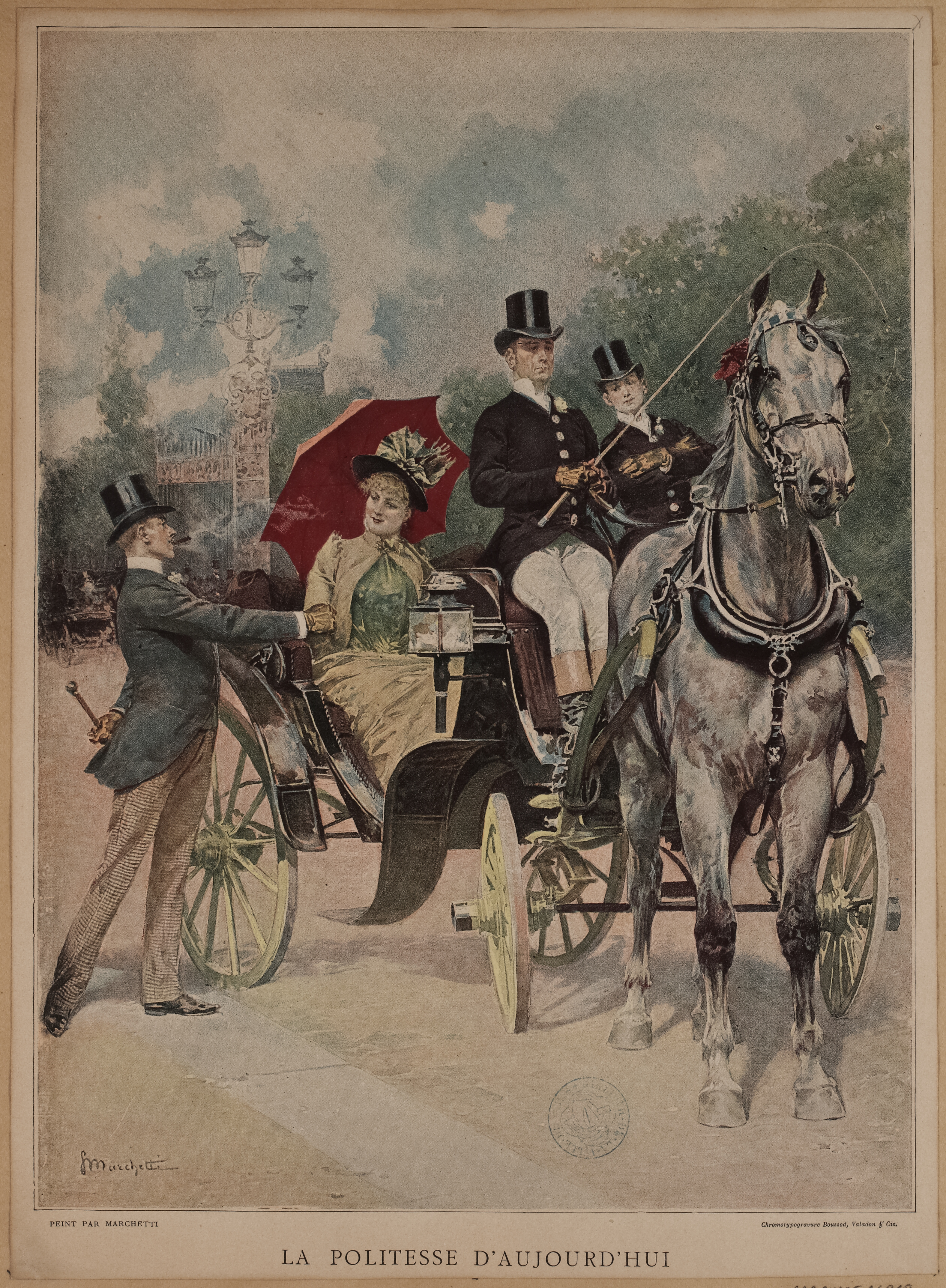
La politesse d'aujourd'hui.
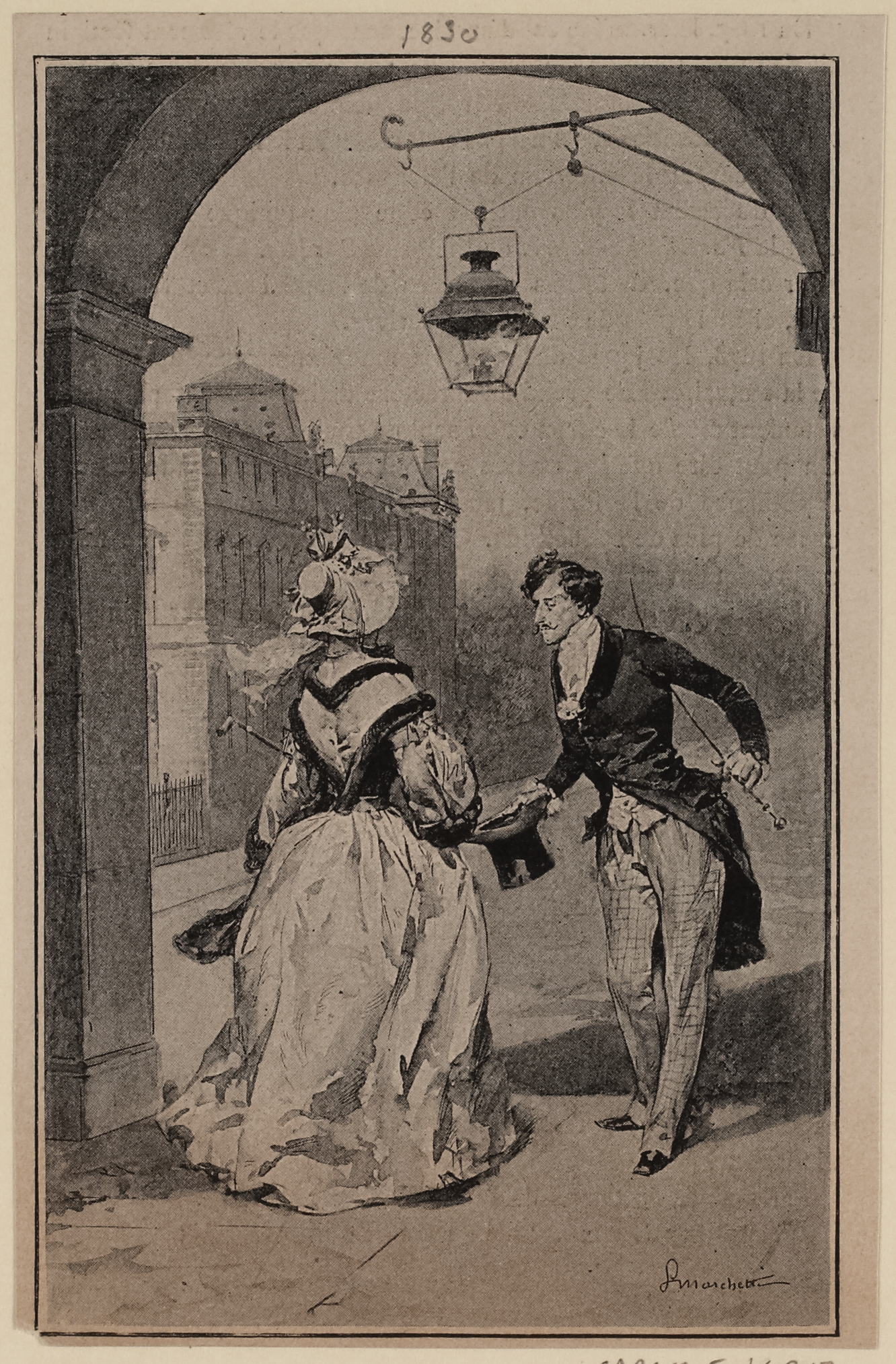
Couple sous une arcade.